# Autonome Metropolitaanse Universiteit
De Autonome Metropolitaanse Universiteit (Spaans: Universidad Autónoma Metropolitana, UAM) is een universiteit in Mexico-Stad.
De universiteit is gesticht in 1974 in opdracht van president Luis Echeverría omdat de bestaande Nationale Autonome Universiteit van Mexico (UNAM) te klein was voor de enorme aanvraag van studenten.. De UAM heeft campussen in Azcapotzalco, Cuajimalpa, Iztapalapa en Xochimilco. Bekende alumni zijn Heinz Dieterich, Genaro García Luna, Juan Villoro en René Bejarano. Rafael Guillén, waarschijnlijk de echte identiteit van guerrillaleider Subcomandante Marcos, is in het verleden docent filosofie geweest aan de UAM.